# Wadym Paramonow
Wadym Mykołajowycz Paramonow, ukr. Вадим Миколайович Парамонов (ur. 18 marca 1991 w Pawłohradzie) – ukraiński piłkarz, grający na pozycji obrońcy.

## Kariera piłkarska

### Kariera klubowa
Wychowanek klubów Samara-Meteoryt Pawłohrad, Inter Dniepropetrowsk oraz ISTA Dniepropetrowsk, barwy których bronił w juniorskich mistrzostwach Ukrainy (DJuFL). Karierę piłkarską rozpoczął 20 lipca 2008 w składzie klubu Dnipro-75 Dniepropetrowsk. Na początku 2010 podpisał kontrakt z Zorią Ługańsk. Nie rozegrał żadnego meczu w podstawowym składzie, dlatego 12 lutego 2014 odszedł do FK Połtawa. 20 lipca 2018 jako wolny agent zasilił skład FK Lwów. 11 lipca 2019 został piłkarzem Kołosu Kowaliwka.

## Sukcesy i odznaczenia

### Sukcesy klubowe
FK Połtawa
- wicemistrz Ukraińskiej Pierwszej Ligi: 2017/18